# Ambassis gymnocephalus
Ambassis gymnocephalus is een  straalvinnige vissensoort uit de familie van Aziatische glasbaarzen (Ambassidae). De wetenschappelijke naam van de soort is voor het eerst geldig gepubliceerd in 1802 door Lacepède.
De soort staat op de Rode Lijst van de IUCN als niet bedreigd, beoordelingsjaar 2010.